# Laval (ruisseau)
Pour les articles homonymes, voir Laval.
Le Laval est un ruisseau de Belgique, affluent en rive droite de l’Ourthe occidentale faisant partie du bassin versant de la Meuse. Coulant dans les Ardennes belges, en province de Luxembourg, il se jette dans l’Ourthe occidentale à Le Jardin dans la commune de Sainte-Ode.